# Зелёное (Мичуринский сельский округ)
Зелёное (каз. Зеленое) — село в Байтерекском районе Западно-Казахстанской области Казахстана. Входит в состав Мичуринского сельского округа. Код КАТО — 274445400.
Село расположено на правом берегу реки Чаган в 5 км к северу от Уральска.

## Население
В 1999 году население села составляло 279 человек (135 мужчин и 144 женщины). По данным переписи 2009 года, в селе проживало 349 человек (173 мужчины и 176 женщин).